# Supat
Supat is een bestuurslaag in het regentschap Musi Banyuasin van de provincie Zuid-Sumatra, Indonesië. Supat telt 6322 inwoners (volkstelling 2010).